# Claude François Grillot de Prédélys
Philippe Claude François Pépin Grillot, comte de Prédélys, né le 25 novembre 1725 à Philippeville dans la Province de Namur, mort en 1802 dans le Grand-duché de Bade, est un militaire, officier français et ingénieur en chef des fortifications (ingénieur militaire spécialiste de la poliorcétique) des règnes de Louis XV et Louis XVI. Il participa à la Guerre de succession d'Autriche et à la Guerre de Sept Ans. Il émigra durant la Révolution française. En tant qu'ingénieur des fortifications, il écrivit une publication sur les places fortes d'Alsace.

## Biographie

### Famille
Les Grillot sont de noblesse de Bourgogne très localisée à Arnay le Duc et environs. On peut citer, Léonard Grillot échevin d'Arnay en 1591, Jean Grillot, maire d'Arnay en 1608 et Gabriel Grillot, maire d'Arnay en 1646. Il est né de François Claude Grillot de Prédélys, écuyer, ingénieur en chef des fortifications à Auxonne et de Thérèse Pétronille Loys d'origine allemande, dont il aura un fils. Au début des années 1920, les Grillot étaient propriétaires du château de la Salle à Juliénas.
Le 8 avril 1771, à Soultz, il épouse Françoise d'Anthès, fille du baron Jean Philippe d'Anthès de Longepierre, maître de forges et financier, conseiller au Conseil souverain d'Alsace, et de Marie Elisabeth de Mougé, et petite-fille de Jean-Henri d'Anthès.

### Carrière militaire.

#### Ancien régime
Il entre au service le 1er janvier 1744 comme lieutenant au Régiment Bourgogne-infanterie. En juin-juillet 1746, sous les ordres du Prince de Conti, il participe au siège de Mons. En juillet-août 1746, il est présent lors du sixième Siège de Charleroi. Le 11 octobre 1746, comme ingénieur volontaire, il participe au Siège de la citadelle d'Anvers. Le 1er juin 1750, il est reçu ingénieur ordinaire. Le 15 juillet 1756, il est nommé capitaine. En 1757 et 1758, dans le cadre de la Guerre de Sept Ans, il est de toutes les batailles de l'armée royale française sur le sol allemand. Le 11 mai 1769, il est promu lieutenant colonel. Le 1er janvier 1777, il passe sous-brigadier et brigadier le 28 avril 1783. En 1784, il est promu brigadier d'infanterie et Ingénieur en chef des fortifications.

#### Révolution française et Consulat
La Révolution, le surprend chez lui avec sa femme à Meursault. Il émigre en 1791, et il commande dans l'Armée de Condé, la compagnie Prédélys Tschudy et Mussey du Régiment noble à pied de Condé. Il ne rentra jamais en France et meurt en exil en 1802.

## Publications
- Les places fortes d'Alsace (1771)

## Armoiries
Grillot (de Prédélys):d'azur à trois grelots d'or posés deux et un.

## Récompenses et distinctions

### Décorations
- Chevalier de l'ordre royal et militaire de Saint-Louis (23 avril 1763).